# Nolina cespitifera
Nolina cespitifera är en sparrisväxtart som beskrevs av William Trelease. Nolina cespitifera ingår i släktet Nolina och familjen sparrisväxter. Inga underarter finns listade i Catalogue of Life.

## Bildgalleri

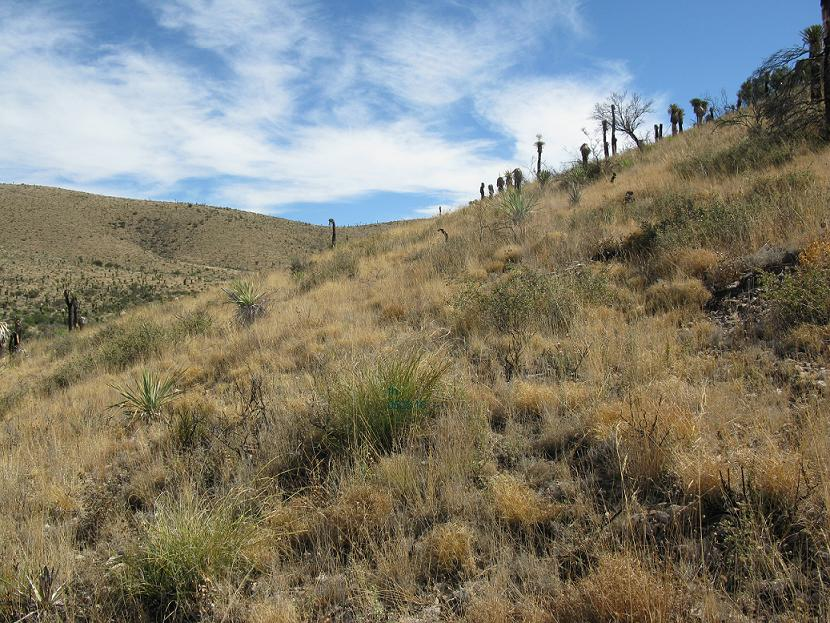
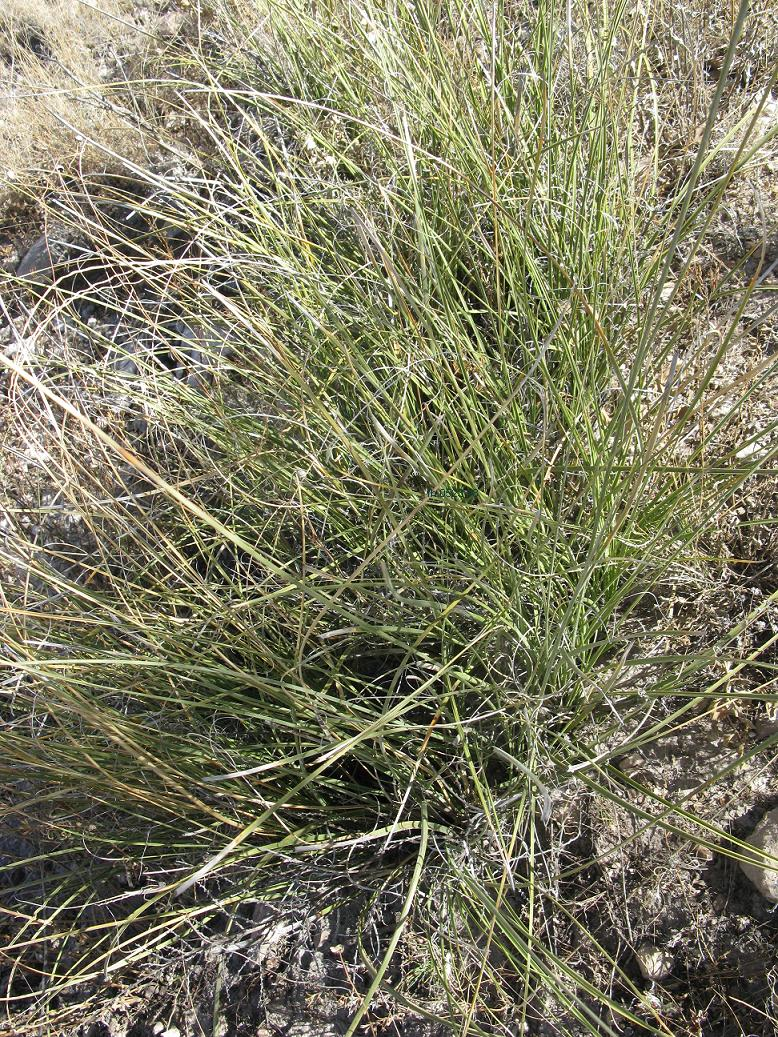